# Живість
Живість або животність, також іноді як калька лат. animatus — одухотвореність, одушевленість (антонім: неживість, неживотність) — це граматична категорія, яка існує в українській і багатьох інших мовах і вказує на те, якою мірою предмет, позначуваний іменником, є істотою або неістотою. Граматична категорія живості є одним із найелементарніших принципів у мовах світу та пов'язана з розділенням об'єктів на живі й неживі, яке люди навчаються робити ще у віці шести місяців.
Концепція живості не завжди є дискретною: багато мов мають градієнт між живим і неживим. Як правило, така шкала ставить людей вище тварин, потім послідовно йдуть рослини, природні сили, конкретні об'єкти та абстрактні об'єкти. Серед людей така шкала може мати ієрархію, у якій займенники першої та другої особи розташовуються вище третьої особи, частково продукт емпатії, між мовцем та співрозмовником.

## Приклади

### Праіндоєвропейська мова
Через схожість у морфології жіночих і чоловічих граматичних родів в індоєвропейських мовах існує теорія, згідно з якою на ранньому етапі праіндоєвропейська мова мала лише два граматичні роди: «живий» і «неживий/середній». Найочевиднішою відмінністю є те, що неживі іменники (середнього роду) використовували однакову форму для називного, кличного та знахідного відмінків іменників. Ці особливості зберігались в нині мертвих анатолійських мовах, таких як хетська.
Пізніше, вже після відділення анатолійських мов, живий рід розвинувся в жіночий і чоловічий роди. Вважається, що множина іменників середнього (неживого) роду мала таке ж закінчення, як і збірні іменники в однині, і деякі збірні іменники пізніше стали словами жіночого роду. У давньогрецькій мові можна знайти окремі випадки, в яких дієслова використовують форму однини з іменниками середнього роду у множині. У багатьох індоєвропейських мовах, таких як латинська та слов'янські мови, закінчення множини багатьох слів середнього роду в злитих називному — знахідному — кличному відмінках відповідає формі називного відмінка однини жіночого роду.

### Слов'янські мови
Слов'янські мови, які мають відмінки (усі, крім болгарської та македонської), мають розвинуту ієрархію живості, у якій синтаксичні істоти можуть включати як живі, так і неживі об'єкти. Загалом люди й тварини здебільшого потрапляють в категорію істот, а рослини тощо — в категорію неістот, тож визначною є радше свідомість об'єкта, ніж життя.
І. С. Нечуй-Левицький у своїй «Грамматиці українського язика» 1913 року враз з істотами та неістотами («предметами животніми» й «предметами неживотніми») виділяв також «предмети умові́», що ми їх «не бачимо, а тільки уявляємо собі в умі», до яких відносив абстрактні поняття, як-от «розум, ум, радощі, гнів».
Живість функціонує як підрід, через який перетинаються відмінки іменників у явищі, що називається синкретизмом, і полягає в змішуванні знахідного відмінка або з називним, або з родовим. Неживі іменники мають форми знахідного відмінка, які збігаються з називним, а живі мають форми знахідного відмінка нагадують родовий відмінок.
Наприклад, синкретизм в українській мові призводить до таких форм:
- Н.в. стіл, З.в. стіл, Р.в. стола (синкретизм називного та знахідного відмінків);
- Н.в. кіт, З.в. кота, Р.в. кота (синкретизм родового та знахідного відмінків).

У формах множини іменники всіх родів можуть розрізняти категорії живих і неживих за допомогою цього синкретизму, але лише іменники чоловічого роду першої відміни (та їх модифікатори) виявляють його в однині (Frarie 1992:12), а інші відміни та рід іменників «обмежують (морфологічне) вираження живості множиною» (Frarie 1992:47).
Деякі дослідники на основі поняття живості розрізняють окремий «неживий» підрід іменників.